# Kraljeva palača v Kandiju
Kraljeva palača v Kandiju (znana pod imenom Mahawàsala) je severno od templja Budovega zoba (Sri Dalada Maligawa) in je bila kraljeva rezidenca šrilanške monarhije Kandijskega kraljestva na Šrilanki. Zadnji kralj, ki je v njej prebival, je bil kralj Sri Vikrama Rajasinha (1798-1815). Velik palačni kompleks je obsegal kraljevo palačo (Raja Wasala), kraljevo sprejemno dvorano (Magul Maduwa), kraljičino palačo (Meda Wasala), kraljevo haremsko četrt (Palle Vahale) in kraljičin kopalni paviljon (Ulpange) in tempelj Budovega zoba. V bližini kraljeve palače je zgradba v viktorijanskem slogu, v kateri je bilo do nedavnega nameščeno višje sodišče.

## Zgodovina
Prvo palačo sta zgradila kralja Vickramabahu III. (1357-1374) in Senasamatha Vickramabahu (1469-1511) iz kraljestva Gampola. Vimaladharmasuriya I. (1592-1603) je tudi zasedel to palačo in vsak od njih je naredil različne izboljšave.
V obdobju kralja Senarata (1603 - 1634) so Portugalci napadli Kandijsko kraljestvo in uničili palačo. Rajasinha II., ki se je leta 1634 povzpel na prestol, jo je obnovil in vsi naslednji kralji do leta 1815 (leto, ko je kraljestvo padlo pod britansko vlado) so jo uporabljalo kot svojo rezidenco. V času zadnjega kralja, Sri Vickrama Rajasinha (1797 - 1814) je bila palača sestavljena iz številnih stavb, razpršenih v prostoru.
Kot glavni vhodi so se uporabljale tri wahalkade (vhodno poslopje) in 2,4 m visok zid. Del palače, ki gleda na Natha Devale, naj bi bil najstarejši.

## Raja Wasala
Na desni strani Magul Maduwa, na severnem koncu palačnega kompleksa je Raja Wasala ali kraljeva palača. Je dolga stavba s centralnim vhodom, s stopniščem, ki vodi v impresivno dvorano, okrašeno s štukaturo in terakoto. Sobe se nahajajo v dveh dolgih krilih z dolgimi verandami, ki gledajo na notranje dvorišče. V začetku britanskega obdobja ga je uporabljal vladni agent sir John D'Oyly. Njegovi nasledniki so ga še naprej uporabljali kot uradno prebivališče. Stavba je zdaj muzej oddelka arheologije.

## Maha Maluwa
Maha Maluwa ali Velika terasa je odprt park (približno 0,4 ha) pred templjem Budovega zoba. Območje je bilo prostor za mlatev riža, ki so ga pridelovali na velikem  riževem polju, kjer je danes jezero Kandi. Po lokalnem izročilu, ko je kralj Wimala Dharmasuriya želel izbrati mesto za svoje glavne astrologe, so mu svetovali, naj izbere to mesto, ker ga je pogosto obiskal Kiri Mugatiya (beli mungo (indijski sivi mungo – Herpestes edwardsi).
Na enem koncu trga je kamnit steber, ki vsebuje lobanjo Keppetipola Disawe, nacionalnega sinagalskega junaka, uglednega vodjo upora Uva iz leta 1818, ki je poskušal rešiti državo od britanskih okupatorjev in bil usmrčen zaradi svoje vlogo v uporu. V parku je tudi kip Madduma Bandara in princese Hemamali ter princa Danthakumara, ki je po legendi prinesel Budov zob v Šrilanko.

## Magul Maduwa
Magul Maduwa ali kraljeva sprejemna dvorana, kjer je kralj srečal svoje ministre in opravljal svoje dnevne administrativne naloge. Stavba je bila znana tudi kot "Maha Naduwa" ali kraljevi dvor. Gradnjo te fino rezbarjene lesene stavbe je začel kralj Sri Vikrama Rajasinha (1779 - 1797) leta 1783.
Magul Maduva je bila uporabljena kot sprejemna dvorana za ljudstvo in je bila središče verskih in narodnih svečanosti, povezanih s kandijskim dvorom. Tukaj so občasno razstavili relikvijo Budovega zoba (Dalada) in tukaj je kralj sprejemal veleposlanike iz drugih držav.
Sedanja stavba je podaljšek prvotne 18 m krat 10,9 m velike strukture, ki so jo zgradili Britanci, da bi pripravili dobrodošlico princu Albertu Edvardu, valižanskemu princu leta 1872. Britanci so odstranili 32 rezbarjenih lesenih stebrov iz stavbe Pale Vahale, ki jih zamenjali z opečnimi stebri. Od teh je bilo 16 namenjenih za razširitev Magul Maduwa za 9,6 m, z osmimi stebri na vsaki strani, stare gnile baze so zamenjale nove lesene. S tem dodatkom ima stavba dve vrsti elegantno izrezljanih stebrov, vsaka vrsta jih ima 32. Na te stebre je naslonjen kandijski tip strehe.
Tam je bil 5. marca 1815 podpisana Kandijska konvencija med Britanci in kandijskimi poveljniki (Radalami), ki je končala Kandijsko kraljestvo, zadnje avtohtono kraljestvo otoka. 

## Wadahindina Mandappe
To je bila palača, kjer je kralj počival, medtem ko so ga čakali adigari in drugi obiskovalci. V tej palači so se lahko srečali s kraljem tuji obiskovalci. Nahaja se v bližini Raja wasale in Magul Maduwe. Danes se ta stavba uporablja kot muzej Raja, šrilanškega slona z veliki okli.
V dvorani so nagačeni ostanki Raja, znan tudi kot Maligawa Raja ali glavni slon kandijske procesije Esala Perahera, ki je umrl leta 1988. Stavba je severno od Templja Budovega zoba, vendar znotraj istega kompleksa.

## Palle Vahale
Palle Vahale ali Spodnja palača  je bila zgrajena v obdobju Sri Vickrama Rajasingha in se je uporabljala kot haremska četrt kandijskega kralja   .
Glavna vrata do objekta pripeljejo do majhne dvorane pred osrednjo zgradbo; na drugi strani sta dve krili. Notranja veranda na vseh štirih straneh ima notranje osrednji dvorišče.
Leta 1942 je bila stavba spremenjena v Narodni muzej Kandija, trenutno ga upravlja Oddelek za nacionalne muzeje. 

## Meda Wasala
Severno od Palle Vahale je Meda Wasala ali kraljičini prostori. Čeprav je manjša po velikosti, je v arhitekturnem značaju podobna Palle Wasali. Zahodna vrata pripeljejo do majhnega odprtega dvorišča, ki ga obkrožajo verande. Stavba se trenutno uporablja kot urad Narodnega oddelka za arheologijo Kandija.

## Ran Ayuda Maduwa
Onstran Meda Wasala je Ran Ayuda Maduwa ali kraljeva orožarna. Stavba ima osrednjo verando iz lesenih stebrov. Trenutno se uporablja za okrožno sodišča Kandija.

## Ulpange
Ulpange ali kraljičin kopalni paviljon je na nasipu jezera Kandi, južno od templja budovega zoba. Kralj Sri Sri Wickrama Rajasinha ga je leta 1806 zgradil kot kopalne sobe za svojo kraljico. Tri strani te dvonadstropne stavbe omejuje jezero. Zgornje nadstropje se je  uporabljalo kot garderobna soba, pritličje je bilo za kopanje. Loki, ki jih podpirajo stebri, omogočajo soncu in svetlobi osvetliti prostor. Po tem, ko so Britanci zajeli mesto, je bila stavba spremenjena z dodatkom še enega nadstropja, v skladu s tradicionalno vladarsko arhitekturo in v njem urejena knjižnica. Trenutno se uporablja policijska postaja.